# International Psychoanalytical Association
La International Psychoanalytical Association (IPA) è un'associazione internazionale di psicoanalisti che conta circa 70 associazioni costituenti e 12 000 iscritti. È stata fondata nel 1910 da Sigmund Freud, su una proposta di Sándor Ferenczi. Il suo primo presidente è stato Carl Gustav Jung e il primo segretario Otto Rank.
La sua missione è di accreditare la scientificità della psicoanalisi e la serietà dei propri associati, sviluppando la diffusione della psicoanalisi freudiana a solo vantaggio dei pazienti. Al suo interno si svolgono diversi dibattiti e ogni due anni si tiene un congresso a tema.

## Storia
Nel 1902 Freud cominciò a incontrarsi ogni settimana con dei colleghi, per discutere i risultati del proprio lavoro e raccogliere opinioni. Nacque così la "Società psicologica del mercoledì". Nell'aprile 1908 venne lanciata l'idea di fondare un'associazione e tenere un congresso. Divenne l'IPA al secondo congresso, nel marzo 1910. Nel 1914 vi appartenevano 14 membri fissi (unico italiano Roberto Assagioli) e alcuni ospiti, tra i quali Max Eitingon, Carl Gustav Jung, Sándor Ferenczi, Karl Abraham, Ernest Jones (tutti in seguito presidenti dell'IPA) e Hanns Sachs. Nel 1922 cominciò l'attività della "Società psicoanalitica di Vienna". Vi hanno poi fatti parte Wilfred Bion, Melanie Klein, Donald Winnicott e altri psicoanalisti di scuola freudiana.

## Presidenti onorari a vita
- 1949-1958 Ernest Jones
- 1961-1970 Heinz Hartmann
- 1973-1982 Anna Freud

## Organizzazioni costituenti
- Argentine Psychoanalytic Association
- Argentine Psychoanalytic Society
- Australian Psychoanalytical Society
- Belgian Psychoanalytical Society
- Belgrade Psychoanalytical Society
- Brasília Psychoanalytic Society
- Brazilian Psychoanalytic Society of Rio de Janeiro
- Brazilian Psychoanalytic Society of São Paulo
- Brazilian Psychoanalytical Society of Porto Alegre
- Brazilian Psychoanalytical Society of Ribeirão Preto
- British Psychoanalytic Association
- British Psychoanalytical Society
- Buenos Aires Psychoanalytic Association
- Canadian Psychoanalytic Society
- Caracas Psychoanalytic Society
- Chilean Psychoanalytic Association
- Colombian Psychoanalytic Association
- Colombian Psychoanalytic Society
- Contemporary Freudian Society
- Cordoba Psychoanalytic Society
- Czech Psychoanalytical Society
- Danish Psychoanalytical Society
- Dutch Psychoanalytical Association
- Dutch Psychoanalytical Group
- Dutch Psychoanalytical Society
- Finnish Psychoanalytical Society
- French Psychoanalytical Association
- Freudian Psychoanalytical Society of Colombia
- German Psychoanalytical Association
- German Psychoanalytical Society
- Hellenic Psycho-Analytical Society
- Hungarian Psychoanalytical Society
- Indian Psychoanalytical Society
- Institute for Psychoanalytic Training and Research
- Israel Psychoanalytic Society
- Italian Psychoanalytical Association (AIPsi).
  - Nata nel 1992 da una costola della SPI, per volontà di Emilio Servadio. Primo presidente fu Adriano Giannotti. Successivi presidenti Jacqueline Amati Mehler, Andreas Giannakoulas, Carlo Vittorio Todesco, Jorge Canestri e Adolfo Pazzagli.[2]
- Italian Psychoanalytical Society (SPI).
  - Fondata a Teramo nel 1925 dallo psichiatra italiano Marco Levi Bianchini. Nel 1932 si trasferisce a Roma, dove Edoardo Weiss, suo presidente, fonda la "Rivista di Psicoanalisi"[3]. Entra a far parte dell'IPA nel 1936. Tra i soci del tempo anche Cesare Musatti, Alessandra Tomasi di Palma ed Emilio Servadio. A causa delle leggi razziali si scioglie nel 1938 per ricostituirsi nel 1946. Nel 1948 Nicola Perrotti fonda la rivista "Psiche", che diventa dal 1991 la rivista ufficiale della società.[4]
- Japan Psychoanalytic Society
- Los Angeles Institute and Society for Psychoanalytic Studies
- Madrid Psychoanalytical Association
- Mato Grosso do Sul Psychoanalytical Society
- Mendoza Psychoanalytic Society
- Mexican Assn for Psychoanalytic Practice, Training & Research
- Mexican Psychoanalytic Association
- Monterrey Psychoanalytic Association
- Northwestern Psychoanalytic Society
- Norwegian Psychoanalytic Society
- Paris Psychoanalytical Society
- Pelotas Psychoanalytic Society
- Peru Psychoanalytic Society
- Polish Psychoanalytical Society
- Porto Alegre Psychoanalytical Society
- Portuguese Psychoanalytical Society
- Psychoanalytic Center of California
- Psychoanalytic Institute of Northern California
- Psychoanalytic Society of Mexico
- Psychoanalytical Association of The State of Rio de Janeiro
- Recife Psychoanalytic Society
- Rio de Janeiro Psychoanalytic Society
- Rosario Psychoanalytic Association
- Spanish Psychoanalytical Society
- Swedish Psychoanalytical Association
- Swiss Psychoanalytical Society
- Uruguayan Psychoanalytical Association
- Venezuelan Psychoanalytic Association
- Vienna Psychoanalytic Society

## Società provvisorie
- Guadalajara Psychoanalytic Association
- Moscow Psychoanalytic Society
- Psychoanalytic Society for Research and Training
- Romanian Society for Psychoanalysis
- Vienna Psychoanalytic Association

## Gruppi di studio IPA
- Campinas Psychoanalytical Study Group
- Center for Psychoanalytic Education and Research
- Croatian Psychoanalytic Study Group
- Fortaleza Psychoanalytic Group
- Goiania Psychoanalytic Nucleus
- Korean Psychoanalytic Study Group
- Latvia and Estonia Psychoanalytic Study Group
- Lebanese Association for the Development of Psychoanalysis
- Minas Gerais Psychoanalytical Study Group
- Portuguese Nucleus of Psychoanalysis
- Psychoanalytical Association of Asuncion SG
- South African Psychoanalytic Association
- Study Group of Turkey: Psike Istanbul
- Turkish Psychoanalytical Group
- Vermont Psychoanalytic Study Group
- Vilnius Society of Psychoanalysts

## Centri alleati
- Korean Psychoanalytic Allied Centre
- Psychoanalysis Studying Centre in China
- Taiwan Centre for The Development of Psychoanalysis
- The Centre for Psychoanalytic Studies of Panama

## Congressi
I primi 23 congressi non avevano un tema specifico.
| Number | Year | City              | President             | Theme                                                                                |
| ------ | ---- | ----------------- | --------------------- | ------------------------------------------------------------------------------------ |
| 1      | 1908 | Salisburgo        |                       |                                                                                      |
| 2      | 1910 | Norimberga        | Carl Gustav Jung      |                                                                                      |
| 3      | 1911 | Weimar            | Carl Gustav Jung      |                                                                                      |
| 4      | 1913 | Monaco di Baviera | Carl Gustav Jung      |                                                                                      |
| 5      | 1918 | Budapest          | Karl Abraham          |                                                                                      |
| 6      | 1920 | L'Aia             | Sándor Ferenczi       |                                                                                      |
| 7      | 1922 | Berlino           | Ernest Jones          |                                                                                      |
| 8      | 1924 | Salisburgo        | Ernest Jones          |                                                                                      |
| 9      | 1925 | Bad Homburg       | Abraham/Eitingon      |                                                                                      |
| 10     | 1927 | Innsbruck         | Max Eitingon          |                                                                                      |
| 11     | 1929 | Oxford            | Max Eitingon          |                                                                                      |
| 12     | 1932 | Wiesbaden         | Max Eitingon          |                                                                                      |
| 13     | 1934 | Lucerna           | Ernest Jones          |                                                                                      |
| 14     | 1936 | Marienbad         | Ernest Jones          |                                                                                      |
| 15     | 1938 | Parigi            | Ernest Jones          |                                                                                      |
| 16     | 1949 | Zurigo            | Ernest Jones          |                                                                                      |
| 17     | 1951 | Amsterdam         | Leo Bartemeier        |                                                                                      |
| 18     | 1953 | Londra            | Heinz Hartmann        |                                                                                      |
| 19     | 1955 | Ginevra           | Heinz Hartmann        |                                                                                      |
| 20     | 1957 | Parigi            | Heinz Hartmann        |                                                                                      |
| 21     | 1959 | Copenaghen        | William H. Gillespie  |                                                                                      |
| 22     | 1961 | Edimburgo         | William H. Gillespie  |                                                                                      |
| 23     | 1963 | Stoccolma         | Maxwell Gitelson      |                                                                                      |
| 24     | 1965 | Amsterdam         | Gillespie/Greenacre   | Psychoanalytic Treatment of the Obsessional Neurosis                                 |
| 25     | 1967 | Copenaghen        | P.J. van der Leeuw    | On Acting Out and its Role in the Psychoanalytic Process                             |
| 26     | 1969 | Roma              | P.J. van der Leeuw    | New Developments in Psychoanalysis                                                   |
| 27     | 1971 | Vienna            | Leo Rangell           | The Psychoanalytical Concept of Aggression                                           |
| 28     | 1973 | Parigi            | Leo Rangell           | Transference and Hysteria Today                                                      |
| 29     | 1975 | Londra            | Serge Lebovici        | Changes in Psychoanalytic Practice and Experience                                    |
| 30     | 1977 | Gerusalemme       | Serge Lebovici        | Affects and the Psychoanalytic Situation                                             |
| 31     | 1979 | New York          | Edward D. Joseph      | Clinical Issues in Psychoanalysis                                                    |
| 32     | 1981 | Helsinki          | Edward D. Joseph      | Early Psychic Development as Reflected in the Psychoanalytic Process                 |
| 33     | 1983 | Madrid            | Adam Limentani        | The Psychoanalyst at Work                                                            |
| 34     | 1985 | Amburgo           | Adam Limentani        | Identification and its Vicissitudes                                                  |
| 35     | 1987 | Montréal          | Robert S. Wallerstein | Analysis Terminable and Interminable – 50 Years Later                                |
| 36     | 1989 | Roma              | Robert S. Wallerstein | Common Ground in Psychoanalysis                                                      |
| 37     | 1991 | Buenos Aires      | Joseph Sandler        | Psychic Change                                                                       |
| 38     | 1993 | Amsterdam         | Joseph Sandler        | The Psychoanalyst's Mind – From Listening to Interpretation                          |
| 39     | 1995 | San Francisco     | R. Horacio Etchegoyen | Psychic Reality – Its Impact on the Analyst and Patient Today                        |
| 40     | 1997 | Barcellona        | R. Horacio Etchegoyen | Psychoanalysis and Sexuality                                                         |
| 41     | 1999 | Santiago          | Otto F. Kernberg      | Affect in Theory and Practice                                                        |
| 42     | 2001 | Nizza             | Otto F. Kernberg      | Psychoanalysis – Method and Application                                              |
| 43     | 2004 | New Orleans       | Daniel Widlöcher      | Working at the Frontiers                                                             |
| 44     | 2005 | Rio de Janeiro    | Daniel Widlöcher      | Trauma: New Developments in Psychoanalysis                                           |
| 45     | 2007 | Berlino           | Cláudio Laks Eizirik  | Remembering, Repeating and Working Through in Psychoanalysis & Culture Today         |
| 46     | 2009 | Chicago           | Cláudio Laks Eizirik  | Psychoanalytic Practice - Convergences and Divergences                               |
| 47     | 2011 | Città del Messico | Charles Hanly         | Exploring Core Concepts: Sexuality, Dreams and the Unconscious                       |
| 48     | 2013 | Praga             | Charles Hanly         | Facing the Pain: Clinical Experience and the Development of Psychoanalytic Knowledge |
| 49     | 2015 | Boston            | Stefano Bolognini     | Changing World: The Shape and Use of Psychoanalytic Tools Today                      |
| 50     | 2017 | Buenos Aires      | Stefano Bolognini     | Intimacy                                                                             |
| 51     | 2019 | Londres           | Virginia Ungar        | The Feminine                                                                         |